# 華陽之戰
秦昭襄王在位56年，是秦国历史上在位最久的君主。在他的统治下，秦国成为东周战国时代最强大的国家，积极开展对外战争，加快了兼并六国的进程。公元前280年，秦国通过司马错攻占楚国黔中，迫使楚国割让上庸及汉水以北地区。随后，白起率军攻克鄢城和郢都，楚顷襄王逃亡并迁都陈。秦楚暂告一段落后，秦国转向魏国。公元前275年，魏冉大败魏军，魏国割让八城求和。
公元前273年的华阳之战，魏冉、白起和胡阳率秦军大胜赵、魏联军，斩首15万，魏国割让南阳。这是白起最著名的四大战役之一，其他为伊阙之战、鄢郢之战和长平之战。战后，魏国元气大伤，完全屈服于秦国。同时，秦国暂停扩张，与楚国恢复友好，进一步稳固了其优势。

伊阙之战后，秦国大败韩、魏联军，扩张至宛、南阳和魏河东、河内。相反，华阳之战后领土变化不大，因韩魏领土已大幅缩减，难以再大规模割让。

## 背景
前280年，秦国重新进攻楚国，命令司马错征发陇西士卒，通过蜀地东进，攻占黔中。楚顷襄王被迫割让上庸和汉水以北的地区给秦国。
前279年，秦昭襄王派大良造白起率军南下，迅速占领邓城（今湖北襄阳），并越过汉水逼近鄢城（今湖北宜城），这是楚国的北方门户。白起采用引水灌城的战术，成功摧毁鄢城。
前278年，白起继续南进，攻克郢都，向西夺取夷陵（今湖北宜昌），焚烧楚国先王的陵园，向东占领竟陵（今湖北潜江），清除郢都周围的楚军。面对秦军的猛烈攻击，楚军纷纷溃散，楚顷襄王逃往东北，并将都城迁至陈（今河南周口淮阳区），改名郢陈。秦昭襄王以郢城为郡府，设立南郡。白起因战功被封为武安君。
秦楚战争告一段落后，秦国开始东扩进攻韩国和魏国。前276年，武安君白起在占领楚国郢都后率军攻向魏国，夺取了两座城，拉开了中原大战的序幕。
前275年，秦相魏冉率军进攻魏国，直抵大梁。魏安釐王向韩国求助，韩釐王任命暴鸢为主将，率军救援魏国。魏冉大败韩军，斩杀4万人，暴鸢逃至开封，魏安釐王被迫割让八座城。魏冉随后继续进攻，击败魏将芒卯，进入北宅（今河南荥阳），围攻大梁。魏国大夫须贾成功说服魏冉同意割让温邑（今河南温县），之后魏冉解除对大梁的围攻，与魏国讲和。

## 华阳之战
華陽之戰發生於前273年，戰國時代秦國攻打魏國、趙國的一場戰爭。
前273年，趙、魏两國联合進攻韓國，逼近韩都新郑北面的重要城邑華陽（今河南省鄭州市南），韩釐王意识到危急，派使者请求秦国援救，但秦昭襄王不愿出兵。韩相国因此召见谋士陈筮（田苓），要求他前往咸阳再次请求支援。
陈筮抵达咸阳，见秦相魏冉。魏冉傲慢地问：“事急乎？故使公来。”陈筮答：“未急也。”魏冉愤怒地质问：“韩国急则会变，你为何说未急？”陈筮解释：“如果韩国真的急，会向他国求援，所以我才说未急。”这暗示秦国若不出兵，韩国可能会背弃他们。魏冉领悟后，立即对陈筮说：“公无见王，请立即发兵救韩。”
于是，秦昭襄王便派遣穰侯魏冉为主将，与武安君白起和客卿胡陽率军紧急驰援韩国。
秦军采取出其不意的战术，以每天急行百里的速度进行长途奔袭。经过八天急行军，秦军突然出现在华阳战场，趁赵、魏联军不备发动攻击，大败敌军。此战，秦军斩首魏军13万，俘获魏将3名，魏将芒卯逃遁，赵国将领贾偃也被击败，导致赵军逃入黄河，淹死2万人。
秦軍魏國的卷縣、蔡陽和長社，以及趙國的觀津，迫使魏國向秦國求和，獻出南陽地區。
秦軍隨後攻取了魏國的卷縣（今河南省原陽縣舊原武西北）、蔡（今河南上蔡县西南）、中陽（在今河南郑州市东）和長社（今河南省長葛市東），以及趙國的觀津（今河北省武邑縣東部審坡鎮），迫使魏國向秦國求和，獻出南陽（太行山以南、黃河以北地區）。
华阳之战是秦国战争史上的一场激烈战役，白起运用速战速决的战法，歼灭了魏、赵联军15万人。虽然韩国得以解救，但胜利属于秦国。

战后，魏国惨败，魏大夫段干子建议魏安釐王割让南阳向秦国求和，属于不得已的做法。然而，苏代（苏秦的弟弟）对此并不赞同，他劝魏安釐王说：
“欲玺者段干子，欲地者秦也。王若让欲地者掌相印，让欲印者掌地，魏国的领土将会丧失殆尽。通过献地讨好秦国，如同抱着干柴救火，干柴烧不完，火就不会灭。”
魏安釐王理解这一道理，但认为事情已无法改变，最终选择割让修武（今河南修武），向秦国求和。这样，魏国成为继韩国之后又一个被迫屈服于秦国的国家。

## 余旭
华阳之战结束后，韩、魏两国被迫屈服于秦国。秦昭襄王将注意力转向齐、楚两国，命令魏冉归还观津并增派军队攻击齐国，同时命令武安君白起与韩、魏联军共同进攻楚国，以扩大胜利。
齐襄王得知秦国将援助赵国攻打齐国后，派苏代暗中劝阻穰侯魏冉。苏代分析认为，韩、赵、魏三国的联合是秦国所痛恨的，尽管他们之间多次背叛，但并不算不讲信义。因此，秦国应集中力量治理安邑，而非攻打齐国。魏冉采纳了这一分析，决定撤兵回国。
黄歇作为楚国使者来到咸阳，担心白起会攻打楚国。他上书秦昭襄王，分析了秦、楚与韩、魏的关系，认为秦国攻楚如同两只猛虎相斗，可能给韩、魏带来机会，建议善待楚国以换取安全。秦昭襄王读后表示赞同，命令白起停止进攻，撤回韩、魏军队，并派使者与楚顷襄王建立友好关系。
黄歇接受盟约返回楚国，被楚顷襄王任命为左徒，参与朝廷事务。
前272年，楚顷襄王派太子熊完前往秦国做质子，黄歇随同辅佐。此后近十年，秦楚两国维持友好关系。

## 文献记录
《史记·秦本纪》：（秦昭襄王）三十三年，客卿胡阳攻魏卷、蔡阳、长社，取之。击芒卯华阳，破之，斩首十五万。魏入南阳以和。
《史记·白起王翦列传》：昭王三十四年，白起攻魏，拔华阳，走芒卯，而虏三晋将，斩首十三万。与赵将贾偃战，沈其卒二万人于河中。
《史记·穰侯列传》：明年，穰侯与白起客卿胡阳复攻赵、韩、魏，破芒卯于华阳下，斩首十万，取魏之卷、蔡阳、长社，赵氏观津。且与赵观津，益赵以兵，伐齐。齐襄王惧，使苏代为齐阴遗穰侯书……于是穰侯不行，引兵而归。
《史记·韩世家》：（韩厘王）二十三年，赵、魏攻我华阳。韩告急于秦，秦不救。韩相国谓陈筮曰：“事急，愿公虽病，为一宿之行。”陈筮见穰侯。穰侯曰：“事急乎？故使公来。”陈筮曰：“未急也。”穰侯怒曰：“是可以为公之主使乎？夫冠盖相望，告敝邑甚急，公来言未急，何也？”陈筮曰：“彼韩急则将变而佗从，以未急，故复来耳。”穰侯曰：“公无见王，请今发兵救韩。”八日而至，败赵、魏于华阳之下。
《战国策·韩策》：赵、魏攻华阳，韩谒急于秦。冠盖相望，秦不救。韩相国谓田苓曰：“事急，愿公虽疾，为一宿之行。”田苓见穰侯，穰侯曰：“韩急乎？何国外使公来？”田苓对曰：“未急也。”穰侯怒曰：“是何以为公之王使乎？冠盖相望，告弊邑甚急，公曰未急，何也？”田苓曰：“辟韩急，则将变矣。”穰侯曰：“公无见王矣，臣请令发兵救韩。”八日中，大败赵、魏于华阳之下。
《史记·魏世家》：（魏安厘王）四年，秦破我及韩、赵，杀十五万人，走我将芒卯。
《史记·赵世家》：与魏共击秦。秦将白起破我华阳，得一将军。
《史记·楚世家》：（楚顷襄王）二十七年，... ... 复与秦平，而入太子为质于秦。楚使左徒侍太子于秦。
《史记·春申君列传》：秦昭王使白起攻韩、魏，败之于华阳，禽魏将芒卯，韩、魏服而事秦。秦昭王方令白起与韩、魏共伐楚，未行，而楚使黄歇适至于秦，闻秦之计。歇乃上书说秦昭王曰：…… 昭王曰：“善。”于是乃止白起而谢韩、魏。发使赂楚，约为与国。黄歇受约归楚，楚使歇与太子完入质于秦，秦留之数年。
《史记·六国年表》（前281年至前273年）：
| 公元前    | 秦                                             | 魏                                               | 韩                           | 赵                     | 楚                           | 齐         |
| 公元前281 | 魏冉复为丞相。                                 |                                                  |                              | 秦拔我石城。           |                              |            |
| 公元前280 | 击赵，斩首三万。地动，坏城。                   |                                                  |                              | 秦败我军，斩首三万。   | 秦击我，与秦汉北及上庸地。   |            |
| 公元前279 |                                                |                                                  |                              | 与秦会黾池，蔺相如从。 | 秦拔冲、西陵。               | 杀燕骑劫。 |
| 公元前278 | 白起击楚，拔郢，更东至竟陵，以为南郡。         |                                                  |                              |                        | 秦拔我郢，烧夷陵，王亡走陈。 |            |
| 公元前277 | 白起封为武安君。                               |                                                  |                              |                        | 秦拔我巫、黔中。             |            |
| 公元前276 |                                                | 魏安厘王元年。秦拔我两城。封弟公子无忌为信陵君。 |                              |                        | 秦所拔我江旁反秦。           |            |
| 公元前275 |                                                | 秦拔我两城，军大梁下，韩来救，与秦温以和。       | 暴鸢救魏，为秦所败，走开封。 |                        |                              |            |
| 公元前274 |                                                | 秦拔我四城，斩首四万。                           |                              |                        |                              |            |
| 公元前273 | 白起击魏华阳军，芒卯走，得三晋将，斩首十五万。 | 与秦南阳以和。                                   |                              |                        |                              |            |